# Экипажная улица (Курортный район)
Экипа́жная у́лица — улица в городе Зеленогорске и посёлке Ушково Курортного района Санкт-Петербурга. Проходит от Бассейной улицы в Зеленогорске до Детской улицы в Ушкове.
Первоначально, с 1920-х годов, улица называлась иначе — Sinikankatu. Тогда она проходила от Овражной улицы до Тихой). Топоним происходит от женского имени Синикка.
Название Экипажная улица появилось после войны и связано с военной тематикой (как и Бронная улица, Десантная улица).
31 декабря 2008 года был упразднен участок от Овражной улицы до Бассейной, поскольку ранее он вошел в состав промзоны бывшего прачечного комбината.

## Перекрёстки
- Бассейная улица
- Экипажный переулок
- Улица Мичурина
- Тихая улица (два перекрестка со сдвигом 70 м)
- Детская улица